# The Midsummer Marriage

The Midsummer Marriage (Le mariage du solstice d'été) est un opéra en trois actes de Michael Tippett sur un livret du compositeur. Composé entre 1946 et 1952, il est créé le 27 janvier 1955 à Covent Garden de Londres sous la direction de John Pritchard.

## Distribution
- Mark (ténor)
- Jenifer (soprano)
- Bella (soprano)
- Jack (ténor)
- King Fisher (baryton)
- Sosostris la voyante (contralto)
- Une ancienne, prêtresse du temple (mezzo-soprano)
- Un ancien, prêtre du temple (basse)
- Un danseur (ténor)
- Un ivrogne (basse)
- Un ancien (basse)
- Une voix anonyme (contralto)